# 笠井満秀
笠井 満秀（かさい みつひで）は、日本の武将。武田家旗本。笠井城主である。
長篠の戦いの際に、自ら武田勝頼と名乗り討死したと伝えられる。

## 概要
南部宗秀の子として生まれる。父が武田信虎・信玄に対して濫行を犯したため、追放された。そのため、南部氏は名乗らず河西・笠井氏を名乗ったとされる。
武田信玄から勝頼の時代に武田家に仕え、長篠の戦いの際には自らが武田勝頼と名乗り討死したとされる。

## 生涯

### 出自
生年は不詳。甲斐南部氏10代当主の南部宗秀の子として生まれる。父は、武田信虎から信玄まで仕えた家臣であったが、濫行を犯した事により追放。そのため、満秀自身は南部氏を継がず、河西や笠井氏を名乗ったと思われる。

### 武田信玄の時代
武田信玄の頃に仕えていた満秀の当時の名字は河西と思われる（武田信玄事蹟考より）

1569年8月14日（永禄12年7月2日）、武田信玄による駿河侵攻の時、に武田信玄が大宮城を攻める際にも戦功をあげている（信濃史料 巻十三より）

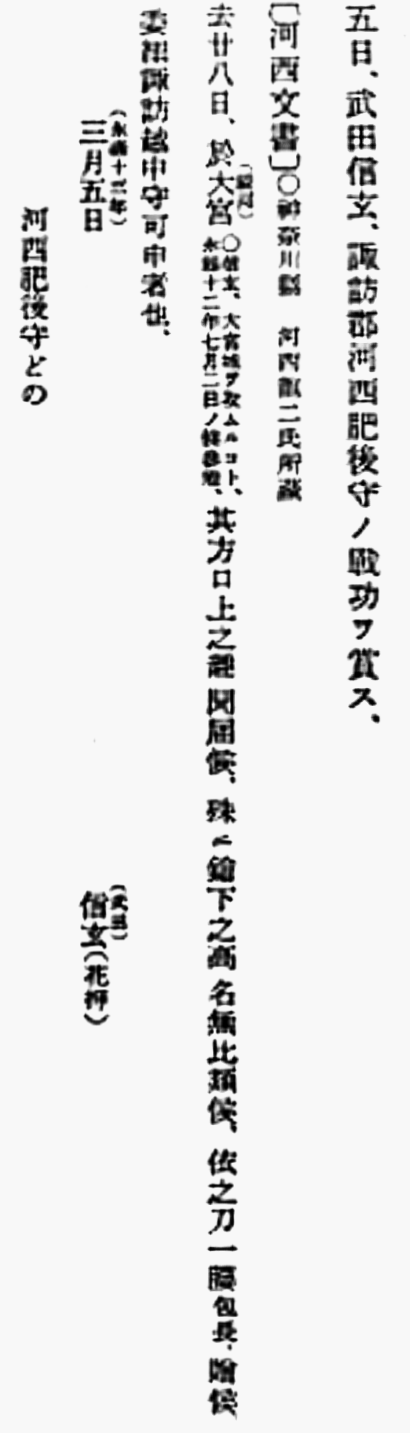
信濃史料 巻十三より

この頃までには、官位は肥後守だったと思われる。

### 武田勝頼の時代
1573年5月13日（元亀4年4月12日）に武田信玄が死去すると、信玄の養子の武田勝頼に仕える。この頃には、河西という名字ではなく、笠井と名乗っている。また、高利（たかとし）という別名も名乗っている。

### 長篠の戦い
1575年6月29日（天正3年5月21日）に、三河国長篠城（現在の愛知県新城市長篠）で暴発した長篠の戦いでは、武田勝頼の軍に従軍。

満秀は乱戦で勝頼から逸れていたが、当時勝頼を死守していた初鹿根伝右衛門と土屋昌恒に追いつき、勝頼を死守した。

しかし、勝頼の馬が動かなくなったため、満秀は勝頼に自分の馬を渡す。織田軍の先頭の滝川一益の軍勢が攻めてくると、満秀は1人だけで立ち向かった。

### 死去
満秀の槍の腕は凄まじく、滝川一益の兵の喉を坦々と突いていき、一益の軍は一気に混乱した。
しかし、一益の家臣・滝川助義（源左衛門）と鉢合わせし、一騎討ちとなる。圧倒的に満秀が不利な状況の中、助義は馬に乗りながら槍を振るう。しかし、満秀は戦いの疲れや傷口に果ててしまい、死去。翌日に助義も満秀から負った傷口により死去する。結果は相討ちであった。

## 史料
| 信濃史料 巻十三 五月、武田信玄、諏訪郡河西肥後守ノ戰功ヲ賞ス |

河西とは、武田信玄に仕えていた頃の名前と考えられるが、「笠井」の別称とも思われる。ちなみに、この史料は、神奈川県の河西龍二が所蔵していたものである。
| 武田信玄事蹟考 （四三）長篠の役、滿秀勝賴の急を見て、己が馬を進めて退かしめ、己れは敵を押へて討死せりといふ。 |

この研究結果は内藤慶助によるものである。
また、笠井家に伝来した鉄黒漆塗切付小札紺糸威二枚胴具足（てつくろうるしぬりきりつけこざねこんいとおどしにまいどうぐそく）なども残っている。

## 墓所
墓所は新城市にあったとされるが、洪水の原因で今は残っていない。

そのため現在は新城市出沢の龍泉寺（旧： 広釈寺）に史跡として残っている（笠井肥後守満秀の碑）。

長篠の戦いで死去した満秀は死後、全昌によって「誠忠院珠光満秀大禅定門」と戒名が贈られた。この戒名は、馬場信春の戒名「乾叟自元居士」「龍嶽院殿大法寿山居士」よりも格上である。
馬場信春は、長篠の戦いの際に満秀に白馬を預けたと言われる。

## 系譜
- 父： 南部宗秀（生没年不詳） - 甲斐南部氏の10世当主。武田信虎・信玄に対して濫行を行い、追放されている。
- 子
  - 男子： 笠井慶秀（生没年不詳） - 大谷吉継の重臣。後に井伊直政に仕えた。
- 子孫
  - 男子： 笠井重治（1886年 - 1985年） - 政治家。自分の先祖代々を著書として残した。